# Nova Guiné Ocidental

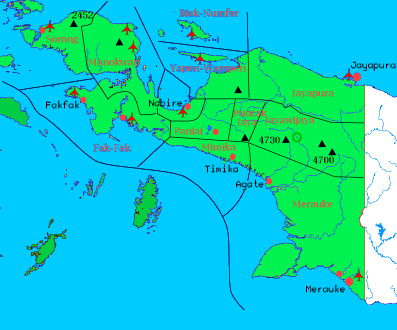
Mapa da Nova Guiné Ocidental

Nova Guiné Ocidental (também conhecida como Papua Ocidental, Papua, Nova Guiné Indonésia e Papua Indonésia) é a parte ocidental da Nova Guiné, simultaneamente a parte mais oriental da Indonésia. A região está situada a oeste do meridiano 141 E (com exceção de uma pequena parte do território a leste do rio Fly que pertence à Papua-Nova Guiné). Já foi conhecida por vários nomes, incluindo Nova Guiné Neerlandesa (1895–1 de outubro de 1962), Nova Guiné Oeste (1 de outubro de 1962–1 de maio de 1963), Irian Ocidental (1 de maio de 1963–1973), e Irian Jaya (1973–2000). Muitos dos que se opõem à inclusão da parte ocidental da Nova Guiné na Indonésia chamam-lhe Papua-Oeste.
A habitação humana na região começou provavelmente há entre 42 000 e 48 000 anos. Os Países Baixos reivindicaram a região e iniciaram o trabalho missionário no século XIX, culminando com a metade ocidental da Nova Guiné se tornando parte das Índias Orientais Neerlandesas. Em dezembro de 1949, os Países Baixos reconheceram a soberania indonésia sobre as Índias Orientais Neerlandesas, com exceção da Nova Guiné Neerlandesa. Os neerlandeses mantiveram a soberania sobre a Nova Guiné Ocidental (Nova Guiné Neerlandesa) até o Acordo de Nova Iorque, em 15 de agosto de 1962, que concedeu a região à Indonésia. Com o território sendo ocupado pela Indonésia em maio de 1963 e oficialmente incorporado ao seu território em 1969, após uma votação (apelidada de "Ato de Livre Escolha") supervisionada pela junta militar indonésia, marcada por ameaças políticas contra a população nativa. A inclusão desta região na Indonésia continua sendo motivo de controvérsias, com parte da população nativa do território e muitas Organizações não Governamentais (ONGs) como o Movimento Papua Livre e o Parlamentares Internacionais para Papua Ocidental, que inclui parlamentares do Reino Unido, Nova Zelândia, Austrália e Vanuatu, reivindicando a independência da região. Após ser incorporada na Indonésia, a região tornou-se a província de Irian Barat (Irian Ocidental), sendo renomeada como Irian Jaya (literalmente "Glorioso Irian") em 1973 e Papua em 2002. No ano seguinte, uma segunda província foi criada na parte ocidental da província de Papua; esta foi chamada de Papua Ocidental, com sua capital administrativa em Manokwari. A ambas as províncias foi concedido um estatuto autônomo especial pela legislação indonésia. Em novembro de 2022, três províncias adicionais foram criadas a partir de partes da Província de Papua – Alta Papua, Papua Central e Papua Meridional – enquanto outra província adicional, Papua Sudoeste, foi criada a partir de parte da Província de Papua Ocidental; estas receberam o mesmo status autônomo especial que as províncias (residuais) de Papua Ocidental e Papua, esta última agora reduzida ao norte de Papua e aos grupos de ilhas na Baía Cenderawasih.
Estima-se que a população nativa melanésia no final de 1961, estimada em 718 055, tenha crescido até 2005, para 1 559 000, representando uma taxa de crescimento de 1,6%, enquanto que a população asiática que no final de 1961 era estimada em 16 581 aumentou até 2005, para 1 088 000, representando uma taxa de crescimento de 10%. A transmigração das ilhas indonésias de Sumatra, Java, Bali e Celebes é a principal causa da inflação da população asiática. Enquanto isso, o crescimento populacional da população melanésia foi retardado em mais de meio século devido ao que tem sido descrito como políticas genocidas do aparato estatal indonésio. A maior cidade da região é Jayapura. A língua oficial e mais comumente falada é o indonésio.[carece de fontes?] As estimativas do número de línguas tribais na região variam de 200 a mais de 700, sendo as mais faladas, incluindo dani, yali, ekari e biak. A religião predominante é o cristianismo (frequentemente combinado com crenças tradicionais) seguido pelo islamismo. As principais indústrias incluem agricultura, pesca, produção de petróleo e mineração. Após o início das reformas implementadas na Indonésia em 1998, Papua e outras províncias indonésias receberam uma maior autonomia regional. Em 2001, o estatuto de "Autonomia Especial" foi concedido à província de Papua, embora, até o momento, a implementação tenha sido de forma parcial e muitas vezes criticada. A região foi administrada como uma única província até 2003, quando foi dividida nas províncias de Papua e Papua Ocidental.
O acesso à Nova Guiné Ocidental por jornalistas estrangeiros, Organizações não Governamentais e pesquisadores acadêmicos está sob controle estrito do governo indonésio, que frequentemente rejeita pedidos de visto. Como ocorria anteriormente em Timor-Leste, durante a ocupação da Indonésia, a administração indonésia faz um grande esforço para filtrar as informações que saem da Nova Guiné Ocidental.

## Bandeira

Bandeira da Papua-Oeste

A bandeira é conhecida como Morning Star. As 13 barras representam as tribos, a banda vermelha a luta política, a estrela a  esperança e as cores em conjunto (vermelho, azul e branco) a gratidão.

## Geografia

Divisão administrativa da Nova Guiné Ocidental :
Papua Ocidental
Papua

A região, que tem uma área de 421 981 km², é muito montanhosa e apresenta clima equatorial muito húmido. O Puncak Jaya, nos montes Maoke, atinge 5020 m de altitude, sendo o ponto mais alto do território, e a montanha mais alta do mundo numa ilha.
A selva cobre quase todo o território nos vales encaixados. As costas são baixas.

## Economia
A Nova Guiné Ocidental tem um grande número de recursos naturais e mineiros. As populações locais vivem da agricultura de subsistência sobre queimadas, enquanto as culturas comerciais de palmeira, noz-moscada e cacau ocupam a maior parte das terras costeiras.
O subsolo da península da Cabeça de Pássaro (Vogelkop, ou península de Doberai) é rica em petróleo. Tem ainda numerosas minas de níquel na ilha de Waigeo e de cobalto. As minas de ouro e de cobre estão entre as mais produtivas do mundo.

## Galeria

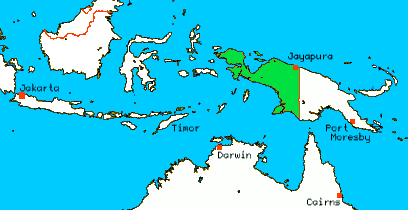
Mapa
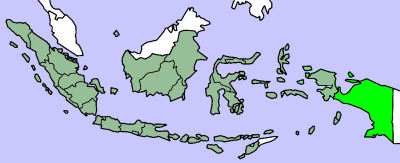
Mapa da Indonésia com a Nova Guiné Ocidental em destaque
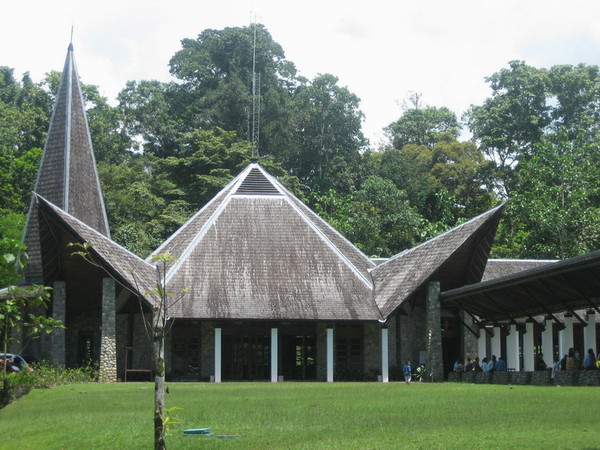
Igreja em Kuala Kencana